# Hincova koliba
Hincova koliba (polsky Hińczowe Schronisko, Hińczowa Koleba, německy Hinzensee-Hütte) byla malá dřevěná koliba, kterou postavili nad rozcestníkem chodníků do Žabí a Hincovy doliny ve Vysokých Tatrách.

## Z historie
V roce 1876 schválilo předsednictvo Uherského karpatského spolku stavbu turistické chaty u Popradského plesa, kterou otevřeli 4. srpna 1879. Dostala jméno po liptovském podžupanovi a předsedovi Liptovské sekce Uherského karpatského spolku Vojtechovi Majláthovi (1831–1900), který se přičinil o postavení první chaty u Popradského plesa. Majláthova chata 18. července 1880 zcela vyhořela. Údajně ji podpálili bylinkáři, protože se obávali turistů, kteří stále častěji navštěvovali Mengusovskou dolinu. Ztrátu chaty ještě v témže roce nahradila provizorní dřevěná koliba, která byla postavena trochu výš nad rozcestníkem chodníků do Žabí a Hincovy doliny. Zanikla v roce 1895.